# Centar (Skopje)
Centar (makedonska: Центар) är en kommun i Nordmakedonien. Den ligger i den centrala delen av landet, och är en av tio kommuner i huvudstaden Skopje. Antalet invånare är 45 412. Arean är 7,5 kvadratkilometer.